# Mittelalterliches Foltermuseum Freiburg

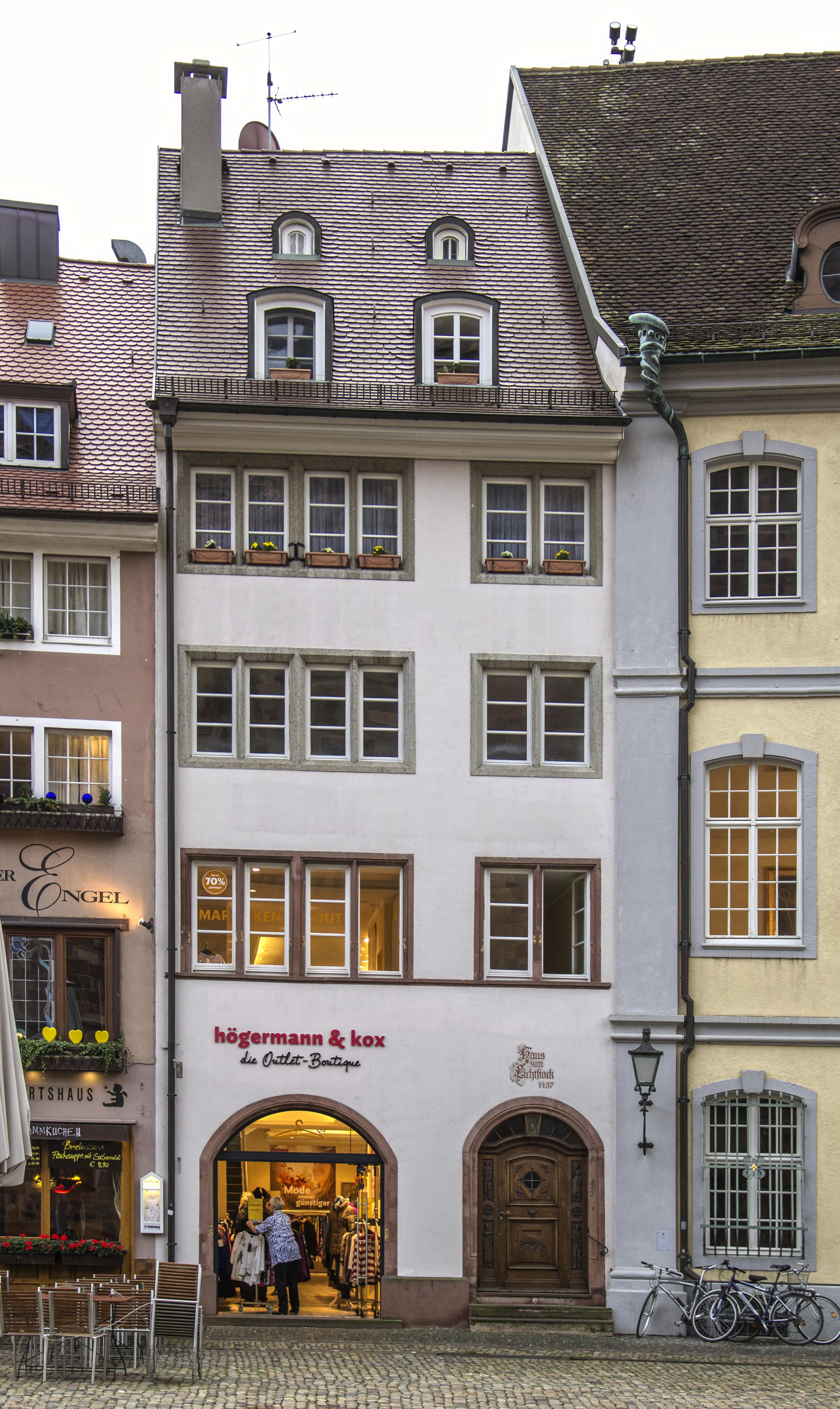
Denkmalgeschütztes „Haus zum Lichtstock“

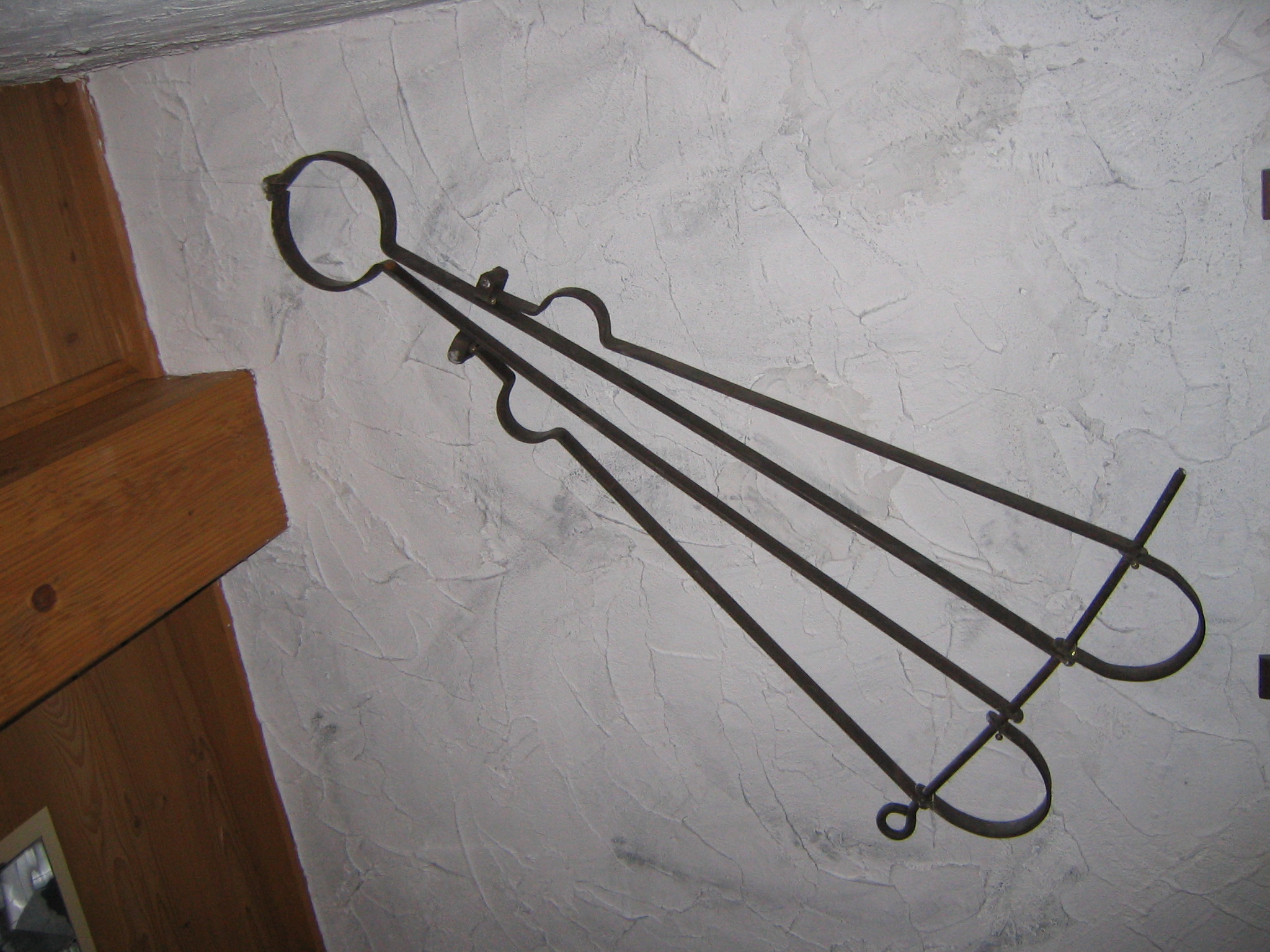
Storch.

Das Freiburger Mittelalterliche Foltermuseum am Münster war ein Museum in Freiburg im Breisgau. Es befand sich am Münsterplatz 12 neben dem Erzbischöflichen Palais, im „Haus zum Lichtstock“ aus dem Jahr 1457. Das Foltermuseum bestand von 1999 bis Herbst 2006. Betreiber waren Lenny Vries und Christel Dattler. Es wurde aus finanziellen Erwägungen geschlossen. In der direkten Nachfolge wurde es als Tee- und Schokoladenhaus genutzt. Ein Großteil der Exponate stammte aus der Zeit der Hexenverfolgung, die Freiburger Hexenverfolgung hatte ihren Höhepunkt zwischen 1550 und 1628 im späten Mittelalter bis in die in der frühen Neuzeit. Heute befindet sich in diesem Haus das badische Restaurant „Zum Bunten Onkel“.